# McIntyre (Georgia)
McIntyre es un pueblo ubicado en el condado de Wilkinson en el estado estadounidense de Georgia. En el censo de 2000, su población era de 718.

## Demografía
En el 2000 la renta per cápita promedia del hogar era de $24,028, y el ingreso promedio para una familia era de $27,321. El ingreso per cápita para la localidad era de $11,485. Los hombres tenían un ingreso per cápita de $26,667 contra $19,545 para las mujeres.

## Geografía
McIntyre se encuentra ubicado en las coordenadas 31°16′16″N 83°27′55″O / 31.27111, -83.46528 (31.271232, -83.465414).
Según la Oficina del Censo, la localidad tiene un área total de 13,9 km² (5,4 mi²), de la cual 13,5 km² (5,2 mi²) es tierra y 0,4 km² (0 mi²) (3.10%) es agua.